# Thomas Jonathan Jackson
Thomas Jonathan "Stonewall" Jackson (Clarksburg, Virginia, 21 de enero de 1824 - Guinea Station, Condado de Caroline, Virginia, 10 de mayo de 1863) fue un militar estadounidense, uno de los más conocidos y exitosos generales confederados durante la Guerra de Secesión.

## Primeros años
Thomas Jackson era hijo de Jonathan Jackson y de Julia Beckwith Neale, quienes tuvieron un hijo y dos hijas. Su padre, un abogado, murió de tifus cuando él tenía 3 años de edad. Se contagió cuando cuidaba de su hermana Elizabeth, que también murió por esa enfermedad. 4 años más tarde, su madre, que nunca se recuperó de esa tragedia, también murió y Jackson y su hermana Laura Ann tuvieron que vivir con parientes desde entonces.

## Carrera militar
A través de la influencia política de su tío Cummins Jackson pudo entrar en la academia militar West Point a los 18 años. En 1846 Jackson se graduó en West Point a pesar de tener dificultades a causa de no haber tenido la mejor educación, y pasó a servir en la Guerra México-Estadounidense como oficial de artillería. En esa guerra consiguió llegar al grado de mayor. En 1852, después de la guerra, se convirtió en instructor de artillería en Virginia. Ayudó en la seguridad bajo instancias del gobernador de Virginia, cuando fue ejecutado John Brown en 1859. 

### Guerra de Secesión
Cuando llegó la guerra de Secesión era un coronel de la milicia de Virginia, y estaba destinado en Harpers Ferry (Virginia Occidental) hasta que Joseph E. Johnston le sustituyó. Su mayor prestigio se debe a su audacia en la campaña del Valle de 1862 y por su papel como comandante en el ejército del norte de Virginia bajo el mando del general Robert E. Lee.

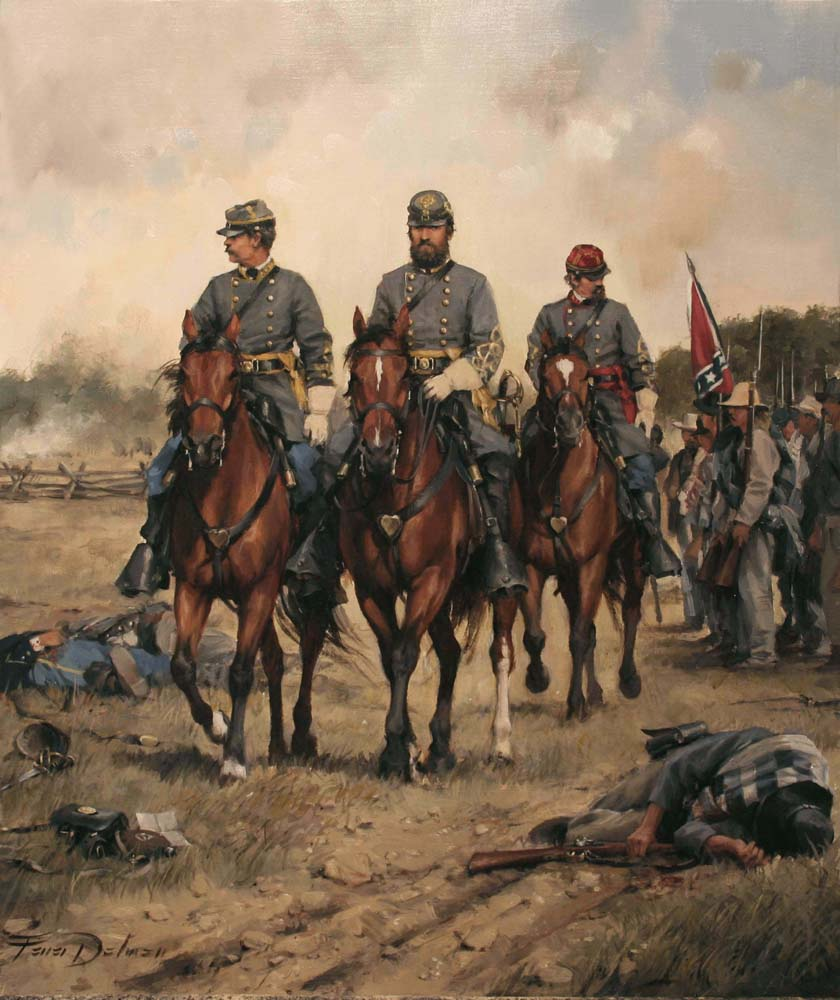
Jackson, cuadro de Augusto Ferrer-Dalmau.

Sobresalió en la primera batalla de Bull Run de 1861, donde recibió su famoso sobrenombre de "Stonewall" ("Muralla de piedra"), a raíz de una arenga pronunciada por un oficial sudista, el general Barnard Elliott Bee (posteriormente muerto en esa misma batalla), que exclamó para animar a sus hombres "¡ahí está Jackson como una muralla de piedra! ¡Agrúpense detrás de los virginianos!". Tras esta batalla fue promovido a general el 7 de octubre de ese mismo año y se le dio el mando del distrito del Valle, con cuartel general en Winchester (Virginia), donde venció a las tropas de la Unión, muy superiores a las suyas, en la que es hoy conocida como campaña del Valle.
Tuvo también un destacado papel en la segunda batalla de Bull Run, la de Antietam y la de Fredericksburg, aunque no todo fueron aciertos en su haber, como demostró entre el 26 de junio y el 2 de julio de 1862 en las batallas de los Siete Días, cerca de Richmond (Virginia), donde el cansancio por los esfuerzos durante la campaña del Valle provocó en él un letargo que hizo perder un valioso día de marcha a sus tropas, que no llegaron a tiempo para socorrer a Lee en Oak Swamp, como estaba previsto.
El 2 de mayo de 1863, durante la victoriosa batalla de Chancellorsville, Jackson salió a una misión nocturna de reconocimiento y fue tiroteado por sus propios hombres, quienes, debido a la oscuridad, no le reconocieron. Mientras yacía herido, el general Lee dijo: "Él ha perdido su brazo izquierdo y yo he perdido mi brazo derecho". Su muerte, provocada por las complicaciones de sus heridas y una neumonía ocho días después, supuso un auténtico mazazo para los Estados Confederados, tanto para la moral de la opinión pública como para sus posibilidades militares (Robert E. Lee reorganizó el ejército promoviendo a los mejores generales que tenía al mando de las divisiones, pero ninguno tenía la experiencia y la eficacia de Stonewall Jackson), ya mermadas debido a la pérdida del 15% de sus fuerzas activas en esa misma batalla.

## Legado
Los historiadores militares consideran a Thomas Jonathan Jackson como uno de los comandantes mejor dotados en el aspecto táctico en la historia de los Estados Unidos. Su campaña del Valle y la forma como encerró al ala derecha del ejército de la Unión en Chancellorsville es estudiada en todo el mundo, incluso en el presente, como un ejemplo de liderazgo sólido e innovador. 
Su reputación es tan grande que muchos incluso dicen que Lee habría vencido en la decisiva batalla de Gettysburg y llevado a la Confederación a la victoria si Jackson no hubiese muerto en la batalla de Chancellorsville. Por ello, cuando fue enterrado en Lexington (Virginia) se renombró con su nombre el cementerio donde fue enterrado.